# Die Reise ins Ungewisse
Die Reise ins Ungewisse ist ein britisches Filmdrama des Regisseurs Henry Koster aus dem Jahr 1951. Das Drehbuch des Films basiert auf dem Roman No Highway des Autors Nevil Shute, der 1948 erschien.

## Handlung
Der amerikanische Metallurg Theodore Honey arbeitet für die Royal Aircraft Establishment, eine Fluglinie, die einen neuen Flugzeugtyp, die Reindeer, entwickelt hat. Honey, Witwer und alleinerziehender Vater der zwölfjährigen Elspeth, versucht, seinen Vorgesetzten Dennis Scott davon zu überzeugen, dass die Struktur der Flugzeuge fehlerhaft sei und nach 1440 Flugstunden Materialermüdung zu erwarten sei. Um seine Theorie zu untermauern hat er das Heckteil einer Reindeer in ein Labor gebracht und setzt es dort im täglichen 8-Stunden-Zyklus Vibrationen und Erschütterungen aus. Bestürzt stellt Scott fest, dass Honey in seinem Report die Berechnungen ausgelassen hat. Zudem ist der Test noch nicht beendet, wenn die im Dienst befindliche Reindeer-Flotte die 1440 Flugstunden erreicht.
Als in der kanadischen Provinz Labrador eine Reindeer abstürzt, wird das Heckteil nicht gefunden. Scott schickt Honey nach Kanada, der nicht bemerkt, dass die Maschine, mit der er fliegt, eine Reindeer ist. Die Stewardess Marjorie Corder beruhigt den aufgewühlten Honey. Für sie ist es amüsant zu erfahren, dass der Mann, der zum ersten Mal fliegt, ein Luftfahrtexperte ist. Auch an Bord ist die Schauspielerin Monica Teasdale. Als Honey erkennt, mit welchem Flugzeugtyp er unterwegs ist, erfährt er, dass die Maschine schon 1422 Flugstunden hinter sich hat. Er warnt Monica und Marjorie, die ihm im Gegensatz zum Flugkapitän glauben.
Bei der Zwischenlandung im kanadischen Gander wird die Maschine betankt. Der Kapitän lässt die Maschine inspizieren, will dann jedoch weiterfliegen. Doch Honey verhindert dies, indem er das Fahrwerk des sich auf dem Boden befindlichen Flugzeugs einfährt. Die Maschine liegt nun auf dem Bauch und ist beschädigt. Honey wird für verrückt erklärt, doch Monica ist sich sicher, dass Honey recht hat. Sie sucht Sir John, den Direktor der Airline, auf und versichert ihm und Scott, dass Honey geistig gesund sei. Zwar sind beide unsicher, doch Scott forciert die Testreihe. Honey, nach England zurückgekehrt, arbeitet im Labor, während sich Marjorie um Elspeth kümmert. Zwar fühlt sich auch Monica zum Wissenschaftler hingezogen, doch sie ahnt, dass sie nicht zu ihm passen würde und kehrt nach Amerika zurück.
Bei der folgenden Anhörung resigniert Honey. Doch er ist immer noch überzeugt, dass seine Theorie richtig ist. Der von ihm berechnete Zeitpunkt der Materialermüdung vergeht, das getestete Heck in seinem Labor bleibt auch nach 1522 Stunden unbeschadet. Die von ihm beschädigte Maschine wird repariert und wieder in Dienst gestellt. Doch nach der Landung nach einem Testflug bricht bei ihr das Heck ab. Kurz darauf passiert das Gleiche in Honeys Labor. Honey ist rehabilitiert. Er erkennt, dass er versäumt hatte, bei der Berechnung des Zeitpunktes die Temperatur als Faktor einzubeziehen.

## Kritiken
Das Lexikon des internationalen Films bezeichnete den Film als „psychologisch meisterhaft, glänzend gespielt, spannend und voller Humor: bestes amerikanisches Erzählkino.“
Auch die Filmzeitschrift Cinema lobte den Film als „Spannend, humorig und glänzend gespielt.“
Bosley Crowthers von der New York Times vermutete, dass vielleicht die gerissene Konstruktion eines unüblichen Plots und der schiefe Spannungsbogen für die Lustigkeit der genialen Romanadaption verantwortlich sei.

## Hintergrund
Die Uraufführung fand am 28. Juni 1951 in London statt (unter dem Buchtitel No Highway). In Deutschland wurde der Film erstmals am 11. März 1952 gezeigt.
In im Abspann nicht erwähnten Nebenrollen sind Niall MacGinnis als Captain Samuelson, Kenneth More als Copilot Dobson, Felix Aylmer als Sir Philip, Maurice Denham als Major Pearl, Wilfrid Hyde-White als Inspector Fisher und Bessie Love als Passagierin zu sehen.
Drei Jahre nach den Dreharbeiten kam es zu drei schweren Flugzeugkatastrophen, deren Ursache Materialermüdung war. Drei Maschinen der BOAC vom Typ Comet der de Havilland Aircraft Company zerbrachen in der Luft. Shute, Autor der Romanvorlage, arbeitete von 1922 bis 1924 für das Werk als Ingenieur.
1952 wurde ein 60-minütiges Radiohörspiel ausgestrahlt, in dem James Stewart und Marlene Dietrich ihre Filmrollen sprachen.